# James E. McGaha
James E. McGaha, né en 1946, est un astronome amateur américain, ex-pilote militaire de profession.
Le Centre des planètes mineures le crédite de la découverte de six astéroïdes, effectuée entre 1999 et 2000.
L'astéroïde (10036) McGaha lui est dédié,.
| (31451) Joenickell | 9 février 1999 |